# Unternehmensgruppe Schwabenverlag
Die Unternehmensgruppe Schwabenverlag ist eine Verlagsgruppe unter dem Dach der Schwabenverlag Aktiengesellschaft.

## Geschichte
Der Vorläufer des Schwabenverlags lag im Jahr 1848 als der katholische Geistliche Florian Rieß (1823–1882) neben dem Deutschen Volksblatt das Sonntagsblatt für das christliche Volk und den Katholischen Volks- und Hauskalender publizierte. Am 20. Dezember 1875 erfolgte die Umwandlung des Verlagshauses in die Aktiengesellschaft Deutsches Volksblatt unter der Verlagsleitung von Ferdinand Gottdang (1850–1925) und Chefredakteur Konrad Kümmel, einem katholischen Geistlichen. Man positionierte den Verlag als führende katholische Tagespresse. Sitz der Zentrale war Stuttgart, die Druckereien befanden sich in Ellwangen und Aalen.
Nach dem Ende des Ersten Weltkrieges wurde am 30. Juni 1924 die Schwabenverlag Aktiengesellschaft gegründet und das Verbreitungsgebiet der Zeitungen über Stuttgart hinaus nach Ulm und Rottenburg ausgedehnt. Der Verlagsleiter Josef Vögele konnte den Verlag während der NS-Zeit und über den Zweiten Weltkrieg hinaus führen. 1972 zog das Unternehmen nach Ruit auf den Fildern.

## Unternehmensgruppe
Die Unternehmensgruppe Schwabenverlag ist in den Geschäftsfeldern Verlage, Buchhandel und Druck tätig; ihr Hauptsitz befindet sich in Ostfildern bei Stuttgart, weitere Niederlassungen sind in Rottenburg, Ulm und Eschbach.
Zum Verlagsbereich gehören das Katholische Sonntagsblatt, die deutsche Ausgabe des L’Osservatore Romano, Theo. Das katholische Magazin, die Zeitschriften Dienst am Wort, WortGottesFeiern, Der Prediger und Katechet, Preadica Verbum, Praxis in der Gemeinde, Meditation, Ost-West, die internationale katholische Zeitschrift Communio, Spatz, die Internationale Zeitschrift für Theologie Concilium, die theologische Quartalschrift ThQ, die medien- und kommunikationswissenschaftliche Zeitschrift Communicatio Socialis, die Dominikanische Zeitschrift Wort und Antwort, die Heimatzeitung der Deutschen aus Ungarn Unsere Post und die Zeitschrift für medizinische Ethik.
Das Geschäftsfeld Buch des Schwabenverlags wurde 1999 erweitert um den Jan Thorbecke Verlag (gegründet 1948), 2001 um den Verlag am Eschbach, 2006 um den Matthias-Grünewald-Verlag, 2007 um den KlensVerlag und den Rottenburger Kunstverlag Ver Sacrum und 2010 um den Verlag Patmos-Religion und die Süddeutsche Verlagsgesellschaft.
Der Schwabenverlag betreibt die Weltbild plus-Filialen in Ellwangen und Rottenburg. Der Fachbuchhandel ist angesiedelt in Stuttgart und Ulm, der Versandbuchhandel in Rottenburg. Technische Einrichtungen und Druckereien sind konzentriert in der Süddeutschen Verlagsgesellschaft in Ulm und im Schwabenverlag media in Ostfildern.
Vorsitzender des Vorstandes ist Ulrich Peters, Vorsitzender des Aufsichtsrates ist Clemens Stroppel.